# Wisconsin
Wisconsin (anglická výslovnost  [wɪsˈkɒnsɪn]IPA, oficiálně State of Wisconsin) je stát nacházející se na severu Spojených států amerických, v oblasti východních severních států ve středozápadním regionu USA. Wisconsin hraničí na severovýchodě s Michiganem, na jihu s Illinois, na jihozápadě s Iowou a na západě s Minnesotou. Severní ohraničení tvoří Hořejší jezero, východní ohraničení Michiganské jezero.
Se svou rozlohou 169 640 km² je Wisconsin 23. největším státem USA, v počtu obyvatel (5,8 milionů) je 20. nejlidnatějším státem a s hodnotou hustoty zalidnění 41 obyvatel na km² je na 23. místě. Hlavním městem je Madison s 240 tisíci obyvateli. Největšími městy jsou Milwaukee s 600 tisíci obyvateli, dále Green Bay (100 tisíc obyv.) a Kenosha (100 tisíc obyv.). Wisconsinu patří 1320 km pobřeží Hořejšího a Michiganského jezera. Nejvyšším bodem státu je vrchol Timms Hill s nadmořskou výškou 595 m na severu státu. Největšími toky jsou řeky Menominee, která tvoří část hranice s Michiganem, Milwaukee, Wisconsin, Chippewa, St. Croix River, která vytváří část hranice s Minnesotou, a Mississippi, jež je hranicí s Minnesotou a Iowou.
Do oblasti pozdějšího Wisconsinu dorazili první francouzští průzkumníci roku 1634, později se území stalo součástí Nové Francie. V roce 1673 dosáhli řeky Wisconsin, kterou nazvali Meskousing, podle pojmenování toku od jednoho z místních indiánských kmenů hovořících algonkinským jazykem; samotný původ slova však není zcela objasněn. Název řeky se díky francouzským autorům změnil na Ouisconsin a pojmenování přešlo i na celý region. Tento tvar byl později poangličtěn na současný Wisconsin. Roku 1763 získali území, coby výsledek sedmileté války, Britové, avšak teprve v této době se v regionu začala objevovat první stálá evropská osídlení. Od roku 1783 je oblast Wisconsinu součástí nově vzniklých Spojených států, které ji v roce 1787 začlenily do Severozápadního teritoria. Po vyčlenění Ohia vzniklo v roce 1800 indiánské a o devět let později illinoiské teritorium, od roku 1818 bylo území součástí michiganského teritoria, jehož součástí zůstalo do roku 1836, kdy bylo zřízeno vlastní wisconsinské teritorium. Wisconsin se 29. května 1848 stal 30. státem USA.

## Etymologie
Jméno Wisconsin patrně pochází z odžibvejského slova Miskwasiniing, které znamená „Místo červeného kamene“. Zřejmě bylo používáno pro označení řeky Wisconsin. Francouzi jej zaznamenali jako Ouisconsin, do dnešní podoby bylo upraveno Brity. Novější odžibvejské slovo (Wiishkoonsing či Wazhashkoonsing) nicméně znamená „Místo ondatřího doupěte“ nebo „Místo malých ondater". Jiné teorie tvrdí, že slovo má význam „Shromáždění vod“, případně „Velká skála“. Původně se název Wisconsin používal pouze pro řeku Wisconsin, později byl rozšířen na celé teritorium.

## Historie
Prvním evropským průzkumníkem na území Wisconsinu byl Francouz Jean Nicolet, který roku 1634 přistál v oblasti Red Banks (poblíž dnešního města Green Bay) ve snaze nalézt cestu do Orientu. Francouzi ovládali území až do roku 1763, kdy jej postoupili Britům.
Od roku 1788 do roku 1800 byl Wisconsin součástí Severozápadního teritoria. Později byl spravován jako součást Teritoria Indiana (1800 až 1809), Teritoria Illinois (1809 až 1818) a Teritoria Michigan (1818 až 1836). Osidlování začalo otevřením dvou veřejných pozemkových úřadů v roce 1834. Teritorium Wisconsin bylo zřízeno 3. července 1836 a existovalo až do 29. května 1848, kdy se Wisconsin stal 30. státem Unie.
Raná historie byla ponejvíce ovlivněna těžbou galenitu (sulfid olovnatý). Ve 20. až 40. letech 19. století byl Wisconsin důležitým těžebním státem, což se odráží v názvech mnoha měst, například Mineral Point. Když se díky dohodám s indiány otevřel kolonizátorům jižní Wisconsin, zachvátila tisíce horníků „Olověná horečka“. Mnozí z nich byli imigranti z anglického hrabství Cornwall.
Dalšími přistěhovalci byli Němci, Poláci, Norové, Irové, Češi, Švýcaři a další. Více než polovina produkce olova ve Spojených státech byla v té době zajišťována Wisconsinem. Belmont, město v důlní oblasti, se dokonce načas stalo hlavním městem státu. Ve 40. letech 19. století snadno dosažitelné zásoby rudy došly a většinu zkušených horníků odlákala zlatá horečka v Kalifornii. Z těžařského období pochází také přezdívka „Badger State“ (Jezevčí stát). Tu získal Wisconsin z toho důvodu, že mnoho horníků se svými rodinami žilo přímo v dolech, kde pracovali. Proto byli přirovnáváni k jezevcům.

## Demografie
Podle sčítání lidu z roku 2010 zde žilo 5 686 986 obyvatel.

### Rasové složení
- 86,2 % Bílí Američané
- 6,3 % Afroameričané
- 1,0 % Američtí indiáni
- 2,3 % Asijští Američané
- 0,0 % Pacifičtí ostrované
- 2,4 % Jiná rasa
- 1,8 % Dvě nebo více ras

Obyvatelé hispánského nebo latinskoamerického původu, bez ohledu na rasu, tvořili 5,9 % populace.

### Náboženství
- stav z roku 2001
- Křesťané — 85 %
  - protestanti — 55 %
    - Luteráni - 23 %
    - metodisté — 7 %
    - baptisté - 6 %
    - presbyteriáni — 2 %
    - United Church of Christ — 2 %
    - jiní protestanti – 15 %

  - římští katolíci — 29 %
  - jiní křesťané — 1 %
- jiná náboženství — 1 %
- bez vyznání — 14 %

## Osobnosti
- Joseph McCarthy (1908–1957), republikánský senátor, představitel mccarthismu
- Tony Shalhoub (* 1953), herec, představitel Adriana Monka v seriálu Můj přítel Monk
- Frank Lloyd Wright (1867–1959), architekt, tvůrce budovy Guggenheimova muzea
- Joe Pavelski (* 1984), bývalý hokejový útočník, hájil barvy San Jose Sharks a Dallas Stars v NHL, reprezentant USA